# اصول اقتصاد سیاسی
اصول اقتصاد سیاسی (به انگلیسی: Principles of Political Economy) کتابی از جان استوارت میل که در ۱۸۴۸ منتشر شد. نویسنده بر آن بوده که عقاید مخصوص مکتب کلاسیک انگلیس را مورد بررسی قرار دهد؛ با این حال با پرداختن به افکار آدام اسمیت، دیوید ریکاردو و مالتوس مفهومی گسترده‌تر و جامعه‌شناختی‌تر به اقتصاد داده است. این نکته خود نشان‌دهنده تأثیری است که نویسندگان سوسیالیست مانند سن سیمون، پرودون و فوریه در او داشته‌اند. استوارت میل اگر از دسته اول نظریات آن‌ها در زمینه تولید و مبادلات، و آرای ریکاردو مالتوسی اصل تحصیل بیشترین رضایت با کمترین کوشش، قانون نفع خصوصی، قانون رقابت آزادانه، بازده غیرمتناسب با هزینه، پرداخت کمترین مزد، درآمد املاک، نظریه مبادله آزاد و... را به وام می‌گیرد، با بهره‌گیری از دسته دوم است که برخلاف بینش ریکاردویی به نظریه توزیع خود می‌رسد. میل قاطعانه به مخالفت با مالکیت خصوصی برمی‌خیزد و این تمرکز و انباشت ثروت را ناروا ُو دور از عدالت می‌داند و به جایی می‌رسد که برای نزدیک شدن به «برابری اولیه» پیشنهاد می‌کند که حق ارث از میان برود. به اعتقاد وی، زمین حاصل کار نیست، بل دهشی است از سوی طبیعت که فرد نمی‌تواند بدون غصب به تصرف درآورد. میل، همچنان که دیدگاه خود را دنبال می‌کند، به بررسی جنبه‌های ایستا و پویای اقتصاد می‌پردازد. این تحلیل او را به صورت‌بندی نظریه «حالت ایست» رهنمون می‌شود که مبتکرانه‌ترین بخش کتاب اوست و به این ترتیب در برابر بینش ریکاردو، درباره دنیایی که فقط بر بازی سود مادی می‌چرخد، دیدگاهی اخلاقی و جامعه‌شناختی عرضه می‌کند. میل به این پرسش که پیشرفت‌های صنعتی، جامعه را به سوی کدام هدف نهایی می‌کشد و انسان هنگامی که این پیشرفت‌ها متوقف شود خود را در چه وضعی خواهد یافت، بر پایه نظریه «حالت ایست» پاسخ می‌دهد که در نهایت چیزی جز مرحله آخر، یعنی نتیجه طبیعی «حالت پیشرونده» نیست و برای آن به اینجا می‌کشد که رشد ثروت نامحدود نیست. منتها مؤلف این مرحله را به گونه‌ای نومیدکننده پیش نظر ما مجسم نمی‌سازد. از آنجا که «حالت پیش‌رونده» نمی‌تواند تا ابد ادامه یابد، بشریت هم نمی‌تواند از چنگ فقر حاصل از آن جز از طریق «حالت ایست» رهایی یابد: ایست در تولید، ایست در تولیدمثل. میل خواهان آن بود که «عده نسل آینده درست به اندازه‌ای باشد که برای جانشینی نسل پیشین کفایت کند.» بالاخره، «حالت ایست» در زمینه آنچه به تولید مربوط است باید هدفش عملی ساختن توزیعی عادلانه‌تر در میان طبقات گوناگون اجتماع باشد. از این اثر چنین برمی‌آید که میل، کوشش داشته‌است که دید خود از «حالت ایست» را با خواسته‌های فردگرایانه و اشتراکی آشتی دهد و به این ترتیب، مسئله خاص فایده‌مندی در پیشرفت صنعت، ابداع و تجارت را که از سالیان پیش دنبال می‌شده مطرح کرده و کمابیش تعالیم مکتب کلاسیک انگلیس را ترازبندی کند.